# Serena Wines – Acqua Maniva Tennis Cup 2024
Der Serena Wines 1881 – Acqua Maniva Tennis Cup 2024 war ein Tennisturnier der ITF Women’s World Tennis Tour 2024 für Damen und ein Tennisturnier der ATP Challenger Tour 2024 für Herren in Cordenons und fand für die Damen vom 29. Juli bis 4. August und für die Herren unmittelbar folgend vom 5. bis 11. August 2024 statt.